# Бейнетте
Бейнетте (італ. Beinette, п'єм. Beinëtte) — муніципалітет в Італії, у регіоні П'ємонт,  провінція Кунео.
Бейнетте розташоване на відстані близько 480 км на північний захід від Рима, 80 км на південь від Турина, 9 км на схід від Кунео.
Населення — 3398 осіб (2014).
Покровитель — San Giacomo.

## Демографія
Населення за роками:

Станом на 1 січня 2023 року в муніципалітеті офіційно проживав 341 іноземець з 36 країн, серед них 86 громадян країн Євросоюзу та 3 громадяни України.

## Сусідні муніципалітети
- К'юза-ді-Пезіо
- Кунео
- Маргарита
- Мороццо
- Певераньо